# Locusta migratoria cinerascens
Sous-espèce
Locusta migratoria cinerascens est une sous-espèce du Criquet migrateur (Locusta migratoria) de la famille des Acrididae.

## Distribution
Cette espèce est présente en Italie et en Espagne.